# Serie animate televisive del 2013
Questa è la lista delle serie animate televisive trasmesse sulle reti televisive di tutto il mondo nel o dal 2013. Questa lista include anche le serie di cortometraggi come The Bugs Bunny Show.
| Titolo                                           | Episodi | Paese di origine              | Anno            | Canale 1ª app.  | Note                                   | Tecnica      |
| ------------------------------------------------ | ------- | ----------------------------- | --------------- | --------------- | -------------------------------------- | ------------ |
| Aiuto! Il mio sedere è impazzito                 | 60      | Australia, Canada             | 2013–in corso   | K2              |                                        | Flash        |
| Callie sceriffa del West                         | 24      | Stati Uniti, Canada           | 2013–in corso   |                 |                                        |              |
| Vicky il vichingo                                | 78      | Francia, Australia            | 2013–2014       |                 |                                        | CGI          |
| LEGO Star Wars: Le cronache di Yoda              | 7       | Danimarca, Cina               | 2013–2014       | Cartoon Network |                                        | CGI          |
| Code Lyoko - Evolution                           | 26      | Francia                       | 2013–2014       | Rai Gulp        |                                        | CGI          |
| Camp Lakebottom                                  | 26      | Canada                        | 2013–2018       | Teletoon        |                                        | Flash        |
| Grojband                                         | 26      | Canada                        | 2013–2016       | Teletoon        |                                        | Flash        |
| Pac-Man e le avventure mostruose                 | 52      | Canada, Giappone, Stati Uniti | 2013–2018       | Disney XD       |                                        | CGI          |
| PAW Patrol                                       | 74      | Canada, Stati Uniti           | 2013–in corso   | Nick Jr.        |                                        | CGI          |
| Rocket Monkeys                                   | 65      | Canada                        | 2013–in corso   | Nickelodeon     |                                        | Flash        |
| Angry Birds Toons                                | 78      | Finlandia                     | 2013–2016       | Super!          |                                        | Flash        |
| Billy: un amico fantasmico                       | 52      | Francia, Regno Unito          | 2013            | Disney XD       |                                        | Flash        |
| Rabbids: Invasion                                | 78      | Francia, Stati Uniti          | 2013 - in corso | Nickelodeon     |                                        | CGI          |
| Sendokai Champions                               | 52      | Spagna                        | 2013 – in corso | Rai Gulp        |                                        | Tradizionale |
| Henry Mostriciattoli                             | 49      | Stati Uniti                   | 2013 – 2020     | Disney Junior   |                                        | CGI          |
| Chicken Stew                                     | 26      | Cina                          | 2013            |                 |                                        |              |
| Chi Rho - I misteri del tempo                    | 26      | Germania                      | 2013            |                 |                                        |              |
| Ai Mai Mi                                        | 13      | Giappone                      | 2013            |                 | Inedito in Italia                      | Anime        |
| Aiura                                            | 12      | Giappone                      | 2013            |                 | Inedito in Italia                      | Anime        |
| AKB0048 next stage                               | 13      | Giappone                      | 2013            |                 | Inedito in Italia                      | Anime        |
| Amnesia                                          | 12      | Giappone                      | 2013            |                 | Inedito in Italia                      | Anime        |
| La leggenda di Arata                             | 12      | Giappone                      | 2013            |                 | Inedito in Italia                      | Anime        |
| Bakumatsu Gijinden Roman                         | 12      | Giappone                      | 2013            |                 | In Italia in streaming sottotitolato   | Anime        |
| Blood Lad                                        | 10      | Giappone                      | 2013            |                 | Inedito in Italia                      | Anime        |
| Chihayafuru 2                                    | 25      | Giappone                      | 2013            |                 | Inedito in Italia                      | Anime        |
| Kitakubu Katsudō Kiroku                          | 12      | Giappone                      | 2013            |                 | Inedito in Italia                      | Anime        |
| Da Capo III                                      | 13      | Giappone                      | 2013            |                 | Inedito in Italia                      | Anime        |
| Dansai bunri no crime edge                       | 13      | Giappone                      | 2013            |                 | Inedito in Italia                      | Anime        |
| Date A Live                                      | 12      | Giappone                      | 2013            |                 | Inedito in Italia                      | Anime        |
| Day Break Illusion                               | 14      | Giappone                      | 2013            |                 | In Italia in streaming                 | Anime        |
| Dokidoki! Pretty Cure                            | 49      | Giappone                      | 2013-2014       |                 | Inedito in Italia                      | Anime        |
| Fate/kaleid liner Prisma Illya                   | 10      | Giappone                      | 2013            |                 | Inedito in Italia                      | Anime        |
| I fiori del male                                 | 13      | Giappone                      | 2013            |                 | Inedito in Italia                      | Anime        |
| Galilei Donna                                    | 11      | Giappone                      | 2013            |                 | Inedito in Italia                      | Anime        |
| Hataraku maō-sama!                               | 13      | Giappone                      | 2013            |                 | Inedito in Italia                      | Anime        |
| Hentai ōji to warawanai neko.                    | 12      | Giappone                      | 2013            |                 | Inedito in Italia                      | Anime        |
| Hyperdimension Neptunia: The Animation           | 12      | Giappone                      | 2013            |                 | Inedito in Italia                      | Anime        |
| Ishida to Asakura                                | 12      | Giappone                      | 2013            |                 | Inedito in Italia                      |              |
| Karneval                                         | 13      | Giappone                      | 2013            |                 | Inedito in Italia                      | Anime        |
| Kitakubu Katsudō Kiroku                          |         | Giappone                      | 2013            |                 |                                        | Anime        |
| Log Horizon                                      | 25      | Giappone                      | 2013            |                 | Inedito in Italia                      | Anime        |
| Love Lab                                         | 13      | Giappone                      | 2013            |                 | Inedito in Italia                      | Anime        |
| Love Live! School Idol Project                   | 13      | Giappone                      | 2013            |                 | Inedito in Italia                      | Anime        |
| Miss Monochrome                                  | 13      | Giappone                      | 2013            |                 | Inedito in Italia                      | Anime        |
| Nagi no asukara                                  | 26      | Giappone                      | 2013            |                 | Inedito in Italia                      | Anime        |
| Namiuchigiwa no Muromi-san                       | 13      | Giappone                      | 2013            |                 | Inedito in Italia                      | Anime        |
| Oreshura                                         | 13      | Giappone                      | 2013            |                 | Inedito in Italia                      | Anime        |
| RDG Red Data Girl                                | 12      | Giappone                      | 2013            |                 | Inedito in Italia                      | Anime        |
| Samurai Flamenco                                 | 22      | Giappone                      | 2013-2014       |                 | Inedito in Italia                      | Anime        |
| Sasami-san@Ganbaranai                            | 12      | Giappone                      | 2013            |                 | Inedito in Italia                      | Anime        |
| Senran Kagura                                    | 12      | Giappone                      | 2013            |                 | Inedito in Italia                      | Anime        |
| Servant x Service                                | 13      | Giappone                      | 2013            |                 | Inedito in Italia                      | Anime        |
| Silver Spoon                                     | 22      | Giappone                      | 2013            |                 | In Italia solo streaming sottotitolato | Anime        |
| L'attacco dei giganti                            | 26      | Giappone                      | 2013            | Rai 4           |                                        | Anime        |
| Suisei no Gargantia                              | 13      | Giappone                      | 2013            |                 | Inedito in Italia                      | Anime        |
| Tamako Market                                    | 12      | Giappone                      | 2013            |                 | Inedito in Italia                      | Anime        |
| I cavalieri Tenkai                               | 52      | Giappone                      | 2013–2014       | K2              |                                        | Anime        |
| Uchōten kazoku                                   | 13      | Giappone                      | 2013            |                 | Inedito in Italia                      | Anime        |
| Kakumeiki Valvrave                               | 24      | Giappone                      | 2013            |                 | Inedito in Italia                      | Anime        |
| Vividred Operation                               | 12      | Giappone                      | 2013            |                 | Inedito in Italia                      | Anime        |
| Yahari ore no seishun love kome wa machigatteiru | 13      | Giappone                      | 2013            |                 | Inedito in Italia                      | Anime        |
| Avengers Assemble                                | 26      | Stati Uniti                   | 2013–2019       | Disney XD       |                                        | Tradizionale |
| Hulk e gli agenti S.M.A.S.H.                     | 52      | Stati Uniti                   | 2013–2015       | Disney XD       |                                        | Tradizionale |
| Julius Jr.                                       | 52      | Stati Uniti                   | 2013–2015       | Nick Jr.        |                                        | Flash        |
| Lalaloopsy                                       | 78      | Stati Uniti                   | 2013–2015       | Nickelodeon     |                                        | Flash        |
| LEGO Legends of Chima                            | 40      | Danimarca, Stati Uniti        | 2013–2014       | Cartoon Network |                                        | CGI          |
| Max Steel                                        | 52      | Canada, Stati Uniti           | 2013 – 2015     |                 |                                        | CGI          |
| Topolino                                         | 65      | Stati Uniti                   | 2013 – in corso | Disney Channel  |                                        | Tradizionale |
| Mostri contro alieni                             | 26      | Stati Uniti                   | 2013 – 2014     | Nickelodeon     |                                        | CGI          |
| Rick and Morty                                   | 40      | Stati Uniti                   | 2013 – in corso | Adult Swim      | Inedito in Italia                      | Tradizionale |
| Sabrina vita da strega                           | 26      | Stati Uniti                   | 2013 – 2014     | Disney Channel  |                                        | CGI          |
| Sanjay and Craig                                 | 60      | Stati Uniti                   | 2013 – 2014     | Nickelodeon     |                                        | Tradizionale |
| Sofia la principessa                             | 39      | Stati Uniti                   | 2013 – in corso | Disney Junior   |                                        | CGI          |
| Steven Universe                                  | 104     | Stati Uniti                   | 2013 – 2020     | Cartoon Network |                                        | Tradizionale |
| Teen Titans Go!                                  | 156     | Stati Uniti                   | 2013 – in corso | Cartoon Network |                                        | Flash        |
| Turbo FAST                                       | 52      | Stati Uniti                   | 2013 – 2020     | Super!          |                                        | Flash        |
| Uncle Grandpa                                    | 104     | Stati Uniti                   | 2013 – 2019     | Cartoon Network |                                        | Tradizionale |
| Wander                                           | 79      | Stati Uniti                   | 2013 – 2016     | Disney Channel  |                                        | Tradizionale |
| Xiaolin Chronicles                               | 40      | Stati Uniti                   | 2013 – 2014     | Disney XD       |                                        | CGI          |
| Le straordinarie avventure di Jules Verne        | 26      | Italia                        | 2013            | Rai Gulp        |                                        |              |